# Villa Léone
La villa Léone est une voie du 14e arrondissement de Paris, en France.

## Situation et accès
La villa Léone est une voie située dans le 14e arrondissement de Paris. Elle débute au 16, rue Bardinet et se termine en impasse.